# Acuerdo de Cintra
El acuerdo de Cintra fue un acuerdo diplomático firmado el 1 de abril de 1958 entre Marruecos y España que puso fin a la guerra de Ifni Sahara.

## Descripción
Fue firmado en Cintra (Portugal), por los ministros de Asuntos Exteriores de España Fernando María Castiella, y de Marruecos, Ahmed Balafrej.

### Cláusulas
En virtud de este tratado se acordó lo siguienteː
- Artículo 1ºː España entregó Cabo Juby (antigua zona sur del protectorado español de Marruecos) a Marruecos. España entregó la ciudad de Villa Bens, la capital de Cabo Juby, a Marruecos el 10 de abril de 1958.[5]